# Грустный дэнс
«Грустный дэнс» — перший російськомовний мініальбом та друга студійна робота української співачки Луни.. Реліз альбому відбувся 28 жовтня 2016 року Перший сингл на підтримку альбому під назвою «Самолёты» вийшов 14 жовтня 2016. Другий сингл вийшов 28 жовтня, в день прем'єри альбому. У той же день було презентовано відеокліп. Третій сингл і відеокліп на нього вийшли на сайті британського журналу i-D 3 листопада. Мініальбом «Грустный дэнс» зайняв 8 сходинку альбомного чарту iTunes Росії.

## Список композицій
| #     | Назва               | Автор                                                    | Тривалість |
| ----- | ------------------- | -------------------------------------------------------- | ---------- |
| 1.    | «Самолёты»          | Апельсиновый Сок, Олександр Волощук                      | 3:46       |
| 2.    | «Грустный дэнс»     | Христина Герасимова, Апельсиновый Сок, Олександр Волощук | 3:54       |
| 3.    | «Нож»               | Апельсиновый Сок, Олександр Волощук                      | 4:39       |
| 4.    | «В городе модников» | Христина Герасимова, Олександр Волощук                   | 3:29       |
| 5.    | «Чокер»             | Христина Герасимова, Олександр Волощук                   | 2:58       |
| 18:46 |                     |                                                          |            |